# لوئیس شیخو
لوئیس شیخو (عربی: لويس شيخو؛ فرانسوی: Louis Cheikho‎)، با نام اصلی رزق‌الله شیخو (عربی: رزق الله شيخو؛ ۵ فوریهٔ ۱۸۵۹ – ۷ دسامبر ۱۹۲۷)، کشیش کلیسای کاتولیک کلدانی انجمن عیسی، خاورشناس و الهی‌دان ارمنی‌تبار اهل امپراتوری عثمانی بود. وی پیشگام پژوهش ادبیات مسیحیت شرقی و آشوری کلدانی بود و سهم عمده‌ای در انتشار متون خطی داشت.

## زندگی‌نامه
وی در ۵ فوریهٔ ۱۸۵۹ در ماردین به دنیا آمد. شیخو در ۱۸۷۴ به جامعه یسوعی‌ها در لون-لو-سونیه فرانسه وارد شد. وی در ۷ دسامبر ۱۹۲۷ در سن ۶۸ سالگی در بیروت درگذشت.